# Rangel da Rosa
Rangel Luan da Rosa (* 11. Mai 1996 in Seara) ist ein brasilianischer Handballspieler.

## Karriere

### Verein
Rangel da Rosa spielte in seiner Heimat für São Caetano Handebol. Im Jahr 2015 wechselte der 1,89 m große Torhüter nach Europa. Nach einem Jahr in Spanien beim Erstligisten BM Villa de Aranda lief er zwei Spielzeiten für den rumänischen Verein HC Odorheiu Secuiesc auf. Anschließend kehrte er nach Spanien zurück und stand weitere zwei Jahre bei CD Bidasoa unter Vertrag. Mit Irun nahm er an der EHF Champions League 2019/20 teil. In der Saison 2020/21 hütete er das Tor des Ligakonkurrenten BM Logroño La Rioja. Ab 2021 spielte er für BM Granollers, mit dem er zweimal in der EHF European League vertreten war. Ab 2023 war er in Frankreich für Saint-Raphaël Var Handball aktiv. Im Sommer 2025 schloss er sich dem portugiesischen Erstligisten Benfica Lissabon an.

### Nationalmannschaft
Mit Brasiliens Jugendnationalmannschaft gewann Rangel da Rosa 2015 die Jugend-Panamerikameisterschaft und im selben Jahr mit der Juniorennationalmannschaft die Junioren-Panamerikameisterschaft.
Mit der brasilianischen Nationalmannschaft gewann Rangel da Rosa bei der Panamerikameisterschaft 2016 Gold, bei den Panamerikanischen Spielen 2023 Silber und bei der Süd- und zentralamerikanischen Meisterschaft 2020 Silber sowie 2022 und 2024 Gold. Bei der Weltmeisterschaft 2025 warf er ein Tor in sieben Spielen und belegte mit dem Team den 7. Platz.
Außerdem nahm er an den Olympischen Spielen 2020 sowie den Weltmeisterschaften 2021, 2023 und 2025 teil.